# União das Freguesias de Areias de Vilar e Encourados
União das Freguesias de Areias de Vilar e Encourados, kurz Areias de Vilar e Encourados, ist eine Gemeinde (Freguesia) im Kreis Barcelos im Norden Portugals.
In der Gemeinde leben 1.879 Einwohner auf einer Fläche von 10,17 km² (Stand nach Zahlen von 2011).
Die Gemeinde entstand im Zuge der Gebietsreform in Portugal am 29. September 2013 durch Zusammenlegung der beiden bisherigen Gemeinden Areias de Vilar und Encourados. Areias de Vilar wurde Sitz der Gemeinde.